# Międzynarodowy Indeks Barw
Międzynarodowy Indeks Barw (ang. Colour Index International) – międzynarodowa baza danych prowadzona wspólnie przez Society of Dyers and Colourists i American Association of Textile Chemists and Colorists. Po raz pierwszy została wydrukowana w 1925. Obecnie publikowana jest wyłącznie w Internecie. Służy jako powszechna lista kolorów używana przez producentów i konsumentów. Wszystkie używane w handlu i przemyśle kolory mają swoje odniesienie w tym indeksie.
Każda z substancji barwiących wymienionych w indeksie (zarówno barwników, jak i pigmentów) posiada indywidualną nazwę (nazwa generyczna C.I.) oraz indywidualne oznaczenie w postaci numeru (numer C.I.). W niektórych krajach (np. w Brazylii) numer ten poprzedza się prefiksem C.I. lub CI (np. CI 15510). W przypadku użycia niewłaściwej czcionki skrót ten może być mylnie odebrany jako CL. Szczegółowy rejestr produktów dostępnych na rynku, zawierających dany barwnik jest dołączony do każdej pozycji w indeksie. Wymieniono tam także producentów i główne zastosowania z dołączonymi komentarzami od producentów dla potencjalnych przyszłych klientów.

## Spis numerów kolorów
Numery CI są grupowane do zakresów według chemicznej struktury barwników:
| Struktura              | Zakres        |
| ---------------------- | ------------- |
| Nitrozowe              | 10000 – 10299 |
| Nitrowe                | 10300 – 10999 |
| Monoazowe              | 11000 – 19999 |
| Diazowe                | 20000 – 29999 |
| Triazowe               | 30000 – 34999 |
| Poliazowe              | 35000 – 36999 |
| en. „azoic”            | 37000 – 40000 |
| Stylbenowe             | 40000 – 40799 |
| Karotenoidowe          | 40800 – 40999 |
| Difenylometanowe       | 41000 – 41999 |
| Trifenylometanowe      | 42000 – 44999 |
| Ksantenowe             | 45000 – 45999 |
| Akrydynowe             | 46000 – 46999 |
| Chinolinowe            | 47000 – 47999 |
| Metinowe               | 48000 – 48999 |
| Tiazolowe              | 49000 – 49399 |
| Indaminowe             | 49400 – 49699 |
| Indofenolowe           | 49700 – 49999 |
| Azynowe                | 50000 – 50999 |
| Oksazynowe             | 51000 – 51999 |
| Tiazynowe              | 52000 – 52999 |
| Siarkowe               | 53000 – 55000 |
| Laktonowe              | 55000 – 55999 |
| Aminoketonowe          | 56000 – 56999 |
| Kydroksyketonowe       | 57000 – 57999 |
| Antrachinonowe         | 58000 – 72999 |
| Indygotynowe           | 73000 – 73999 |
| Ftalocyjaninowe        | 74000 – 74999 |
| Naturalne              | 75000 – 75999 |
| en. „oxidation base”   | 76000 – 76999 |
| Pigmenty nieorganiczne | 77000 – 77999 |